# Christoph Schmid (Politiker)
Christoph Florian Schmid (* 8. Juli 1976 in München) ist ein deutscher Politiker (SPD) und seit 2021 Mitglied des Deutschen Bundestages.

## Ausbildung und Beruf
Schmid wurde als Sohn einer schwäbischen Mutter und eines niederbayerischen Vaters in München geboren. Danach lebte er drei Jahre in Nürnberg.
Er absolvierte nach seinem Abitur am Theodor-Heuss-Gymnasium in Nördlingen auf der Intensivstation des Nördlinger Stiftungskrankenhauses seinen Zivildienst. Im Anschluss absolvierte er 2003 erfolgreich an der Ludwig-Maximilians-Universität München ein Studium der Politikwissenschaft, der Interkulturellen Kommunikation und der Markt- und Werbepsychologie mit dem Abschluss als Magister.
Danach arbeitete er als Verkaufsleiter bei der Lidl Vertriebs GmbH in Hüfingen, bei dem er Personal- und Filialverantwortung für sechs Filialen hatte. Nach dieser Zeit war er zunächst arbeitslos, bevor er als Arbeitsvermittler bei der Agentur für Arbeit in Dillingen tätig wurde.

## Politische Tätigkeiten

### Bürgermeister
Seit 2008 wurde er dreimal als Bürgermeister der Gemeinde Alerheim gewählt. Bei der Landtagswahl in Bayern 2013 kandidierte er auf Platz 25 der Wahlliste der SPD Schwaben, verpasste aber den Einzug in den Landtag. Zudem ist er Mitglied des Bayerischen Gemeindetags und seit 2014 Schatzmeister im Kreisverband.
Seit 2014 ist er Mitglied im Kreistag Donau-Ries. 2014 wurde er von seiner Partei zum Unterbezirksvorsitzenden gewählt und seit 2017 ist er stellvertretender Bezirksvorsitzender der SPD Schwaben und Mitglied im Landesvorstand der BayernSPD. Bei der Bundestagswahl 2017 erreichte er im Bundestagswahlkreis Donau-Ries 18,1 % der Erststimmen und kandidierte auf Platz 34 der Landesliste der BayernSPD. Jedoch verpasste er den Einzug in den 19. Deutschen Bundestag.

### Deutscher Bundestag
Bei der Bundestagswahl 2021 erreichte er mit 19,2 % der Erststimmen den zweiten Platz hinter dem CSU-Kandidaten Ulrich Lange (41,1 % der Erststimmen) und verpasste damit das Direktmandat. Jedoch zog er über Platz 9 der Landesliste der BayernSPD in den 20. Deutschen Bundestag ein.
Zur Bundestagswahl 2025 trat Schmid im Bundestagswahlkreis Donau-Ries an. Er unterlag Ulrich Lange mit 12,1 Prozent der Erststimmen. Über Platz  7 der Landesliste der BayernSPD erreichte er den Einzug in den 21. Deutschen Bundestag am 23. Februar 2025.
Schmid ist ordentliches Mitglied im Verteidigungsausschuss sowie im Ausschuss für wirtschaftliche Zusammenarbeit und Entwicklung und im Ausschuss für Tourismus.

## Mitgliedschaften
Schmid ist Mitglied der Sportgemeinschaft Alerheim, wo er von 2001 bis 2006 Schriftführer und von 2006 bis 2012 Vorstand war. Er ist Mitglied der Aktion not-wendig, Hilfe für die Ostukraine und seit 2014 stellvertretender Vorsitzender. Zudem ist er Mitglied im Förderverein Mittelschule Deiningen, wo er von 2010 bis 2014 stellvertretender Vorsitzender war. Von 2014 bis 2020 war er Vorsitzender des Abwasserzweckverbands Mittlere Wörnitz. Außerdem ist er Mitglied der AWO.

## Privates
Schmid ist seit 2006 verheiratet und Vater zweier Töchter (* 2010; * 2013). Sein Großvater war bereits von 1966 bis 1984 Bürgermeister Alerheims für die CSU.
Er spielte Fußball in der Kreisliga und erreichte zweimal das Ziel beim Berlin-Marathon.